# Zentralelektrik

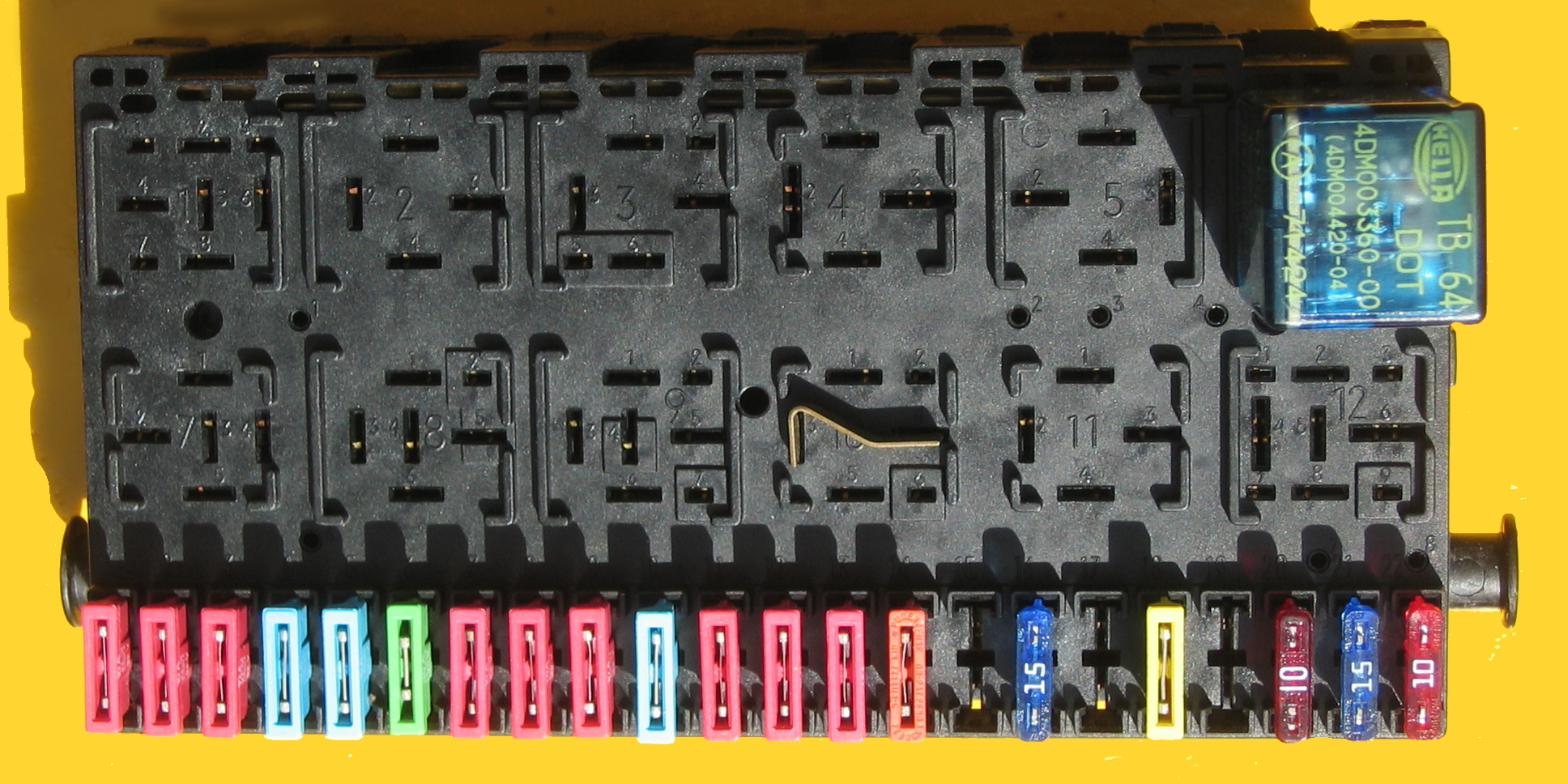
Teilbestückte Zentralelektrik eines Fahrzeuges aus den 1980-90er-Jahren.

Die Zentralelektrik ist der Hauptverteilerkasten in der Elektrik von Kraftfahrzeugen. Er enthält auch die meisten Schmelzsicherungen. Neben Sicherungen sind vorne Relais, Wischerrelais und Blinkgeber gesteckt. An der Rückseite sind die Kabelbäume angeschlossen. Die Steckverbindungen sind rüttelfest. Sie sichern den elektrischen Kontakt zuverlässig bei Vibration und Beschleunigung.

## Aufbau

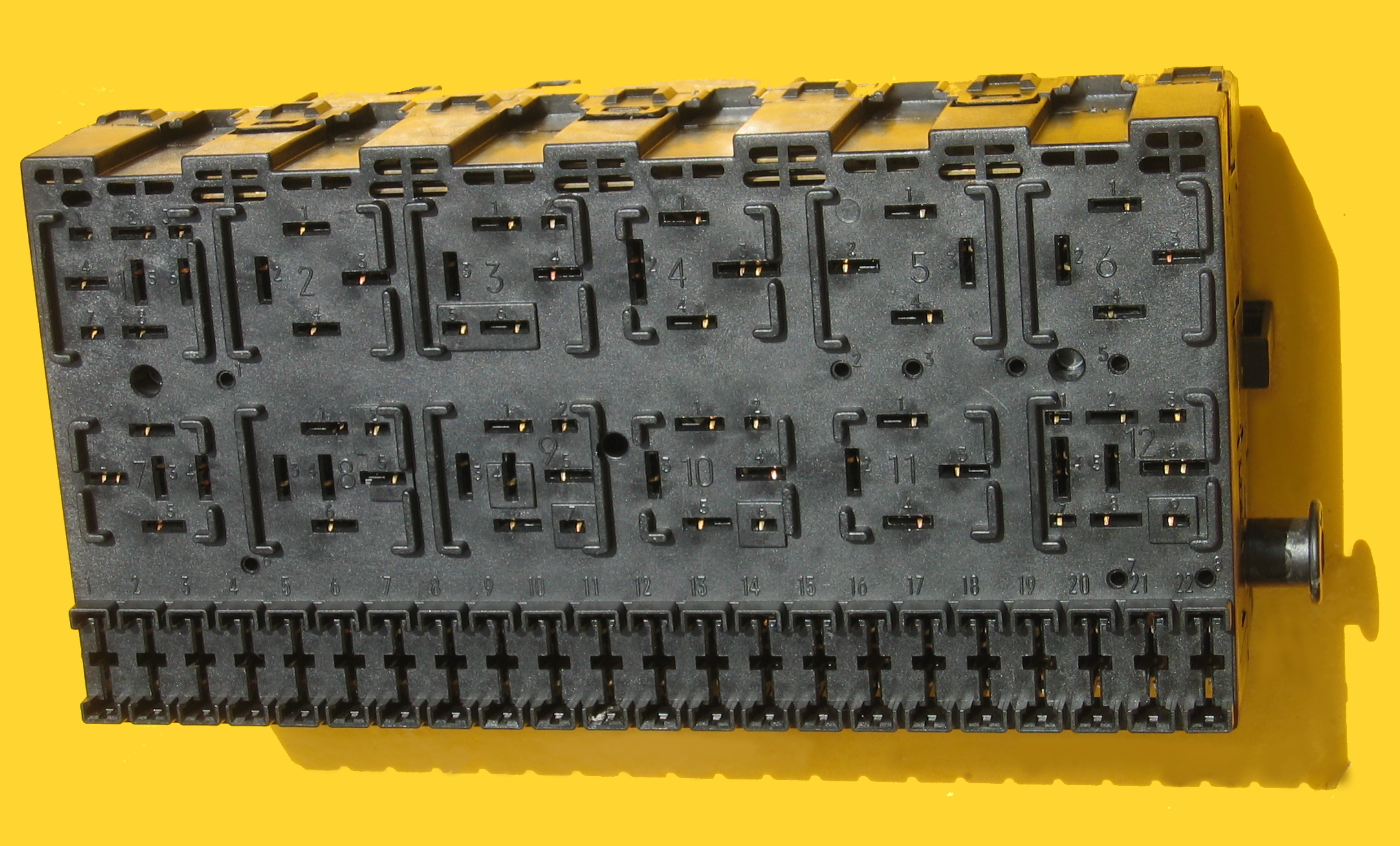
Vorderseite unbestückt
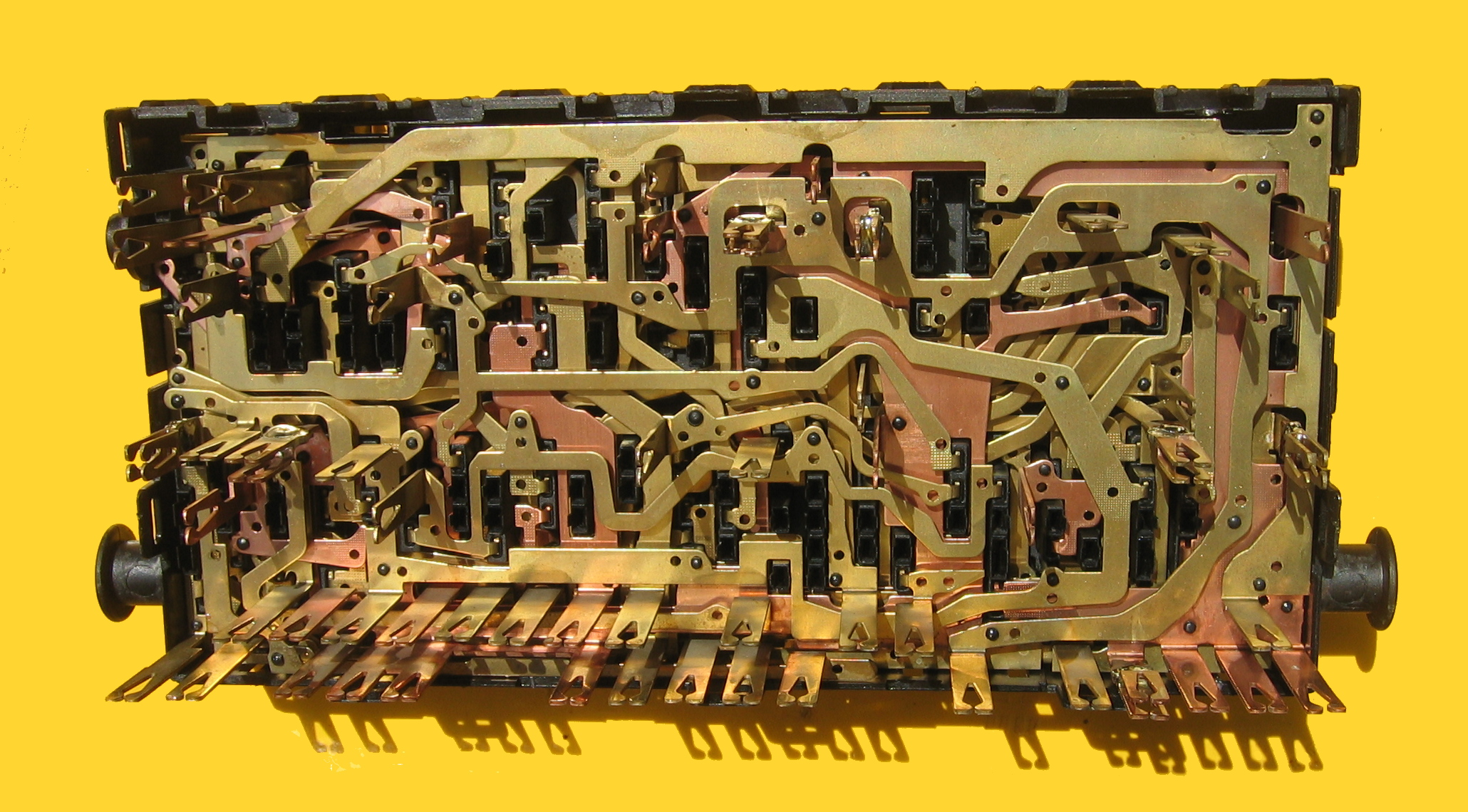
Hintere Hälfte innen
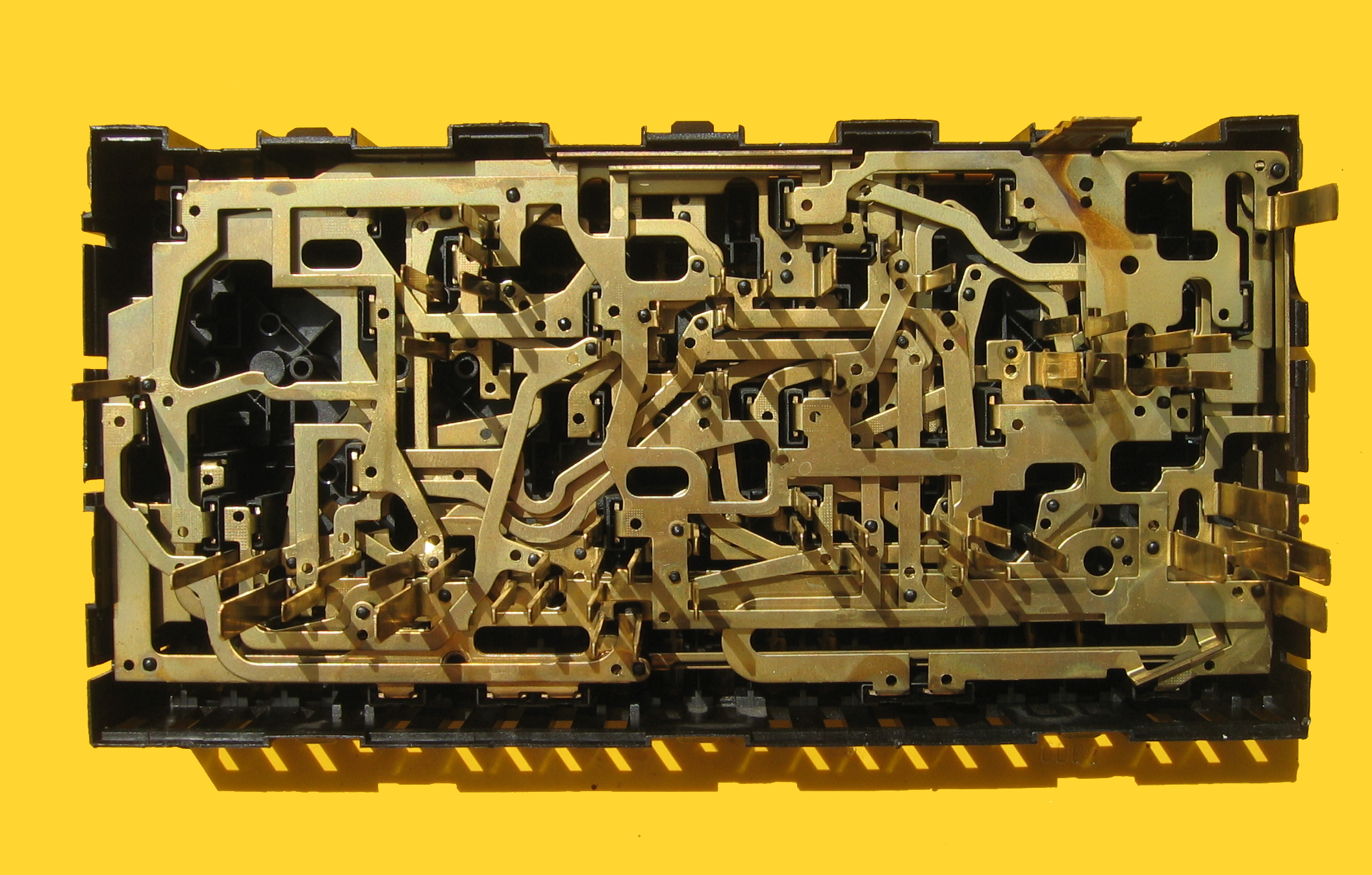
Vordere Hälfte innen
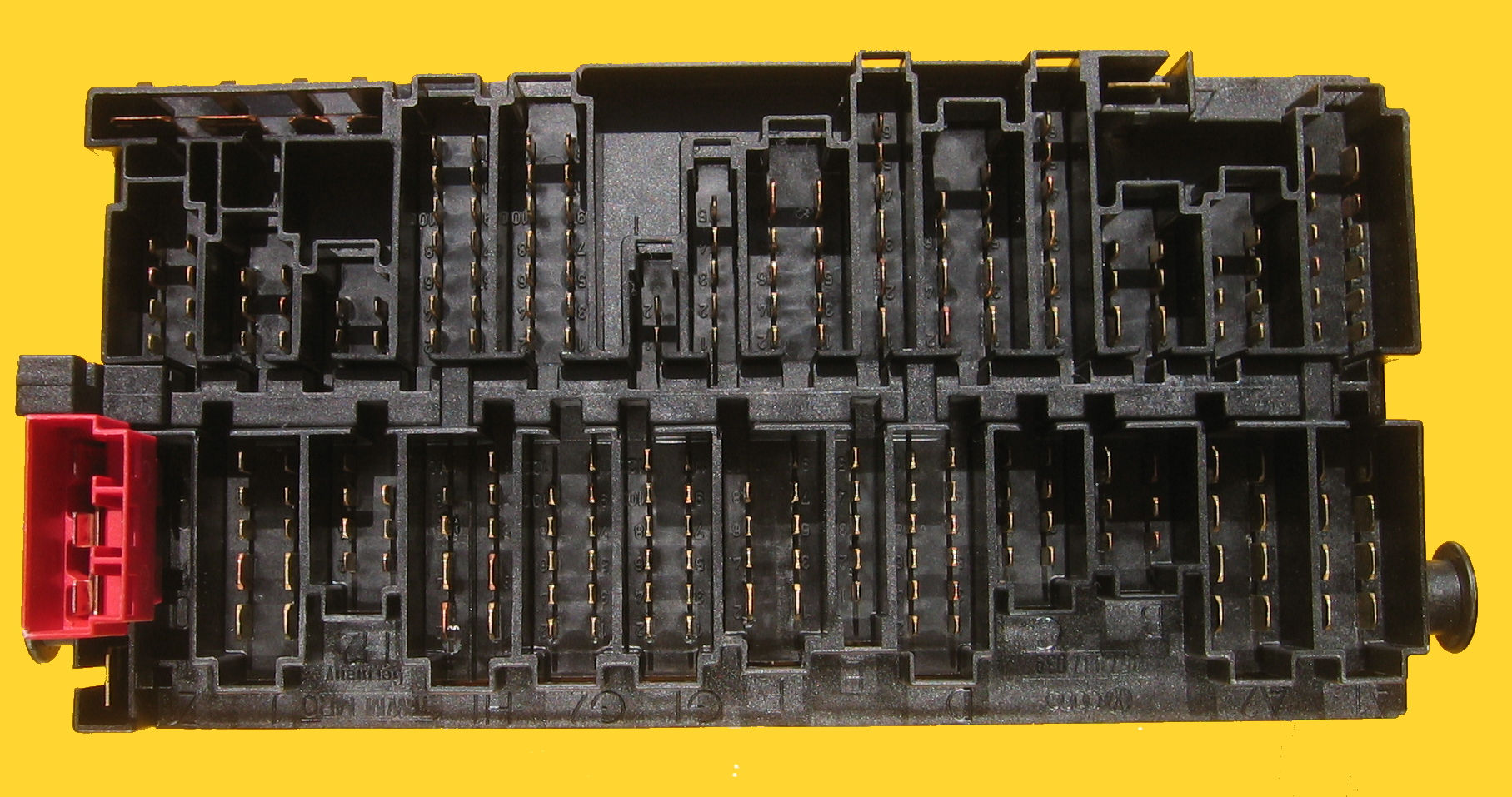
Rückseite mit Steckverbindern für Kabelbäume